# ヴォロドシャ・ダヴィドヴィチ
ヴォロドシャ・ダヴィドヴィチ（ロシア語: Володша Давыдович、? - 1180年以前）は、12世紀後半のイジャスラヴリ公である。ポロツク公（イジャスラヴリ公家）ダヴィドの子。あるいはN.カラムジンなどによればポロツク公（ヴィテプスク公家）ヴァシリコの子。

## 生涯
ルーシの年代記（レートピシ）における初出は1159年であり、兄弟のブリャチスラフと共にイジャスラヴリ公国を統治していた。またV.タティシチェフ(ru)によれば、ヴォロドシャとブリャチスラフは同年にミンスク公がイジャスラヴリを攻撃した際に捕虜となり、ミンスクへ連行されたと述べられている。その後1160年に、ポロツク公（ドルツク公家）ログヴォロドがミンスクを攻めた際に、ログヴォロドによって解放されている。
N.エルモロヴィチ(ru)によれば、『リヴォニア年代記』に記される、リヴォニアに修道士を送り込んだヴァルデマールという名のポロツク公はヴォロドシャのことであるとされている。その場合、ヴァルデマール＝ヴォロドシャの没年は1216年ということになる。

## 子
ポロツク公家（ポロツク・イジャスラフ家）出身と考えられる、アンドレイがヴォロドシャの子である可能性があるが、関係を断定できる史料は発見されていない。